# Canton de Châteaumeillant
Le canton de Châteaumeillant est une circonscription électorale française située dans le département du Cher et la région Centre-Val de Loire.
À la suite du redécoupage cantonal de 2014, les limites territoriales du canton sont remaniées. Le nombre de communes du canton passe de 11 à 38.

## Histoire
Un nouveau découpage territorial du Cher entre en vigueur en mars 2015, défini par le décret du 21 février 2014, en application des lois du 17 mai 2013 (loi organique 2013-402 et loi 2013-403). Les conseillers départementaux sont, à compter de ces élections, élus au scrutin majoritaire binominal mixte. Les électeurs de chaque canton élisent au Conseil départemental, nouvelle appellation du Conseil général, deux membres de sexe différent, qui se présentent en binôme de candidats. Les conseillers départementaux sont élus pour 6 ans au scrutin binominal majoritaire à deux tours, l'accès au second tour nécessitant 12,5 % des inscrits au 1er tour. En outre la totalité des conseillers départementaux est renouvelée. Ce nouveau mode de scrutin nécessite un redécoupage des cantons dont le nombre est divisé par deux avec arrondi à l'unité impaire supérieure si ce nombre n'est pas entier impair, assorti de conditions de seuils minimaux. Dans le Cher, le nombre de cantons passe ainsi de 35 à 19. Le nombre de communes du canton de Châteaumeillant passe de 11 à 38.
Le nouveau canton de Châteaumeillant est formé de communes des anciens cantons de Châteaumeillant, de Saulzais-le-Potier, du Châtelet et de Lignières .

## Géographie
Ce canton est organisé autour de Châteaumeillant dans l’arrondissement de Saint-Amand-Montrond. Son altitude varie de 192 m (Beddes) à 502 m (Préveranges) pour une altitude moyenne de 332 m.

## Représentation

### Conseillers d'arrondissement (de 1833 à 1940)
| Période                                  | Période      | Identité                                       | Étiquette         | Qualité |
| ---------------------------------------- | ------------ | ---------------------------------------------- | ----------------- | --- |
| 1833                                     | 1836         | Paul Amable Estève (1784-1850)                 |                   | Juge de paix à Châteaumeillant                                                                              |
| 1836                                     | 1845         | Philippe Eugène Bouyonnet                      |                   | Notaire à Châteaumeillant                                                                                   |
| 1845                                     | 1848         | Antoine Edmond Desjobert de Prahas (1808-1892) |                   | Avocat, propriétaire à Culan                                                                                |
| 1848                                     |              | Jean-Baptiste Béguin-Villeneuve                |                   | Propriétaire à Châteaumeillant                                                                              |
|                                          |              |                                                |                   | |
| 1889                                     | 1897 (décès) | Jean Fujard                                    | Républicain       | Fabricant de tuiles, maire de Culan                                                                         |
| 1897                                     | 1913         | Jean Bourin                                    |                   | Cultivateur, viticulteur, maire de Châteaumeillant                                                          |
| 1913                                     | 1940         | M. Giraud                                      | Soc.ind. puis PRS | Adjoint au maire de Châteaumeillant                                                                         |
| 1940                                     |              |                                                |                   | Les conseils d'arrondissement ont été suspendus par la loi du 12 octobre 1940 et n'ont jamais été réactivés |
| Les données manquantes sont à compléter. |              |                                                |                   | |

### Conseillers généraux de 1833 à 2015
| Période | Période          | Identité                                              | Étiquette              | Qualité |
| ------- | ---------------- | ----------------------------------------------------- | ---------------------- | --- |
| 1833    | 1836             | Jean Maurice Daiguzon (1802-1888)                     |                        | Propriétaire à Ferrandeau, Lury Substitut du Procureur du Roi près le Tribunal de Châteauroux nommé Procureur du Roi à La Châtre |
| 1836    | 1848             | Marquis Frédéric Gaëtan de La Rochefoucauld-Liancourt | Majorité ministérielle | Président de la Société de la Morale chrétienne Ancien Sous-Préfet Député (1827-1848)                                            |
| 1848    | 1871 (décès)     | Philippe Eugène Bouyonnet (1807-1871)                 |                        | Juge de paix, notaire, maire de Châteaumeillant                                                                                  |
| 1871    | 1889             | Gabriel Anatole Tourraton (1825-1885)                 | Républicain            | Maire de Châteaumeillant |
| 1889    | 1894 (démission) | Émile Bonnelat                                        | Républicain            | Industriel (minotier), maire de Saint-Amand Vice-Président de la Chambre de commerce du Cher Sénateur (1910-1921)                |
| 1897    | 1911 (démission) | Jean Béguin                                           | Rad.                   | Suppléant de justice de paix Maire de Saint-Jeanvrin                                                                             |
| 1911    | 1928             | Léon Amichaud                                         | RG                     | Vétérinaire et agriculteur à Châteaumeillant                                                                                     |
| 1928    | 1934 (décès)     | Jean Aumercier                                        | Rad.                   | Maire de Saint-Maur |
| 1935    | 1940             | Armand Desternes                                      | PC-SFIC                | Ouvrier du bâtiment puis vigneron Conseiller municipal de Châteaumeillant Révoqué en 1939 (décrets Daladier)                     |
|         |                  |                                                       |                        | |
| 1943    | 1945             | Albert Cotineau (1892-1968)                           | ?                      | Maire de Préveranges Nommé conseiller départemental en 1943                                                                      |
|         |                  |                                                       |                        | |
| 1945    | 1958             | Maurice Delaire                                       | Rad.                   | Négociant, maire de Châteaumeillant (1941-1944 et 1947-1953)                                                                     |
| 1958    | 1976             | Georges Mallet de Vandègre (1903-1985)                | SFIO puis PS           | Juriste, maire de Châteaumeillant (1953-1982)                                                                                    |
| 1976    | 1987 (décès)     | Georges Dumas (1928-1987)                             | UDF-CDS                | Maire de Châteaumeillant (1982-1987)                                                                                             |
| 1988    | 1994             | Philippe Beauchamp (1941-2016)                        | DVD                    | Médecin, adjoint au maire de Châteaumeillant                                                                                     |
| 1994    | 2008             | Georges Magnin-Feysot (1932-2019)                     | DVD                    | Docteur en médecine vétérinaire Maire de Châteaumeillant (1987-1989 et 1995-2008)                                                |
| 2008    | 2015             | Jean-Luc Brahiti                                      | DVD                    | Commerçant Maire de Saint-Jeanvrin                                                                                               |

### Représentation après 2015
| Période élective | Période élective | Mandat | Mandat   | Identité                   | Nuance | Nuance | Qualité |
| ---------------- | ---------------- | ------ | -------- | -------------------------- | ------ | ------ | --- |
| 2015             | 2021             | 2015   | 2021     | Marilyne Brossat           |        | DVD    | Chef d'entreprise à Lignières |
| 2015             | 2021             | 2015   | 2021     | Daniel Fourré              |        | DVD    | Maire de Saint-Georges-de-Poisieux (1997-2016), 2ème Vice-Président du Conseil départemental Ancien conseiller général du Canton de Saulzais-le-Potier |
| 2021             | 2028             | 2021   | en cours | Daniel Fourré              |        | DVD    | Conseiller sortant, 5e vice-président chargé des routes et des bâtiments                                                                               |
| 2021             | 2028             | 2021   | en cours | Bernadette Perrot-Dubreuil |        | LR     | Professeure des écoles, maire du Châtelet |

### Résultats détaillés

#### Élections de mars 2015
À l'issue du 1er tour des élections départementales de 2015, deux binômes sont en ballottage : Marilyne Brossat et Daniel Fourre (Union de la Droite, 38,28 %) et Erwan Le Mintier et Elodie Robin (FN, 31,26 %). Le taux de participation est de 58,4 % (6 951 votants sur 11 903 inscrits) contre 51 % au niveau départementalet 50,17 % au niveau national.
Au second tour, Marilyne Brossat et Daniel Fourre (Union de la Droite) sont élus avec 61,89 % des suffrages exprimés et un taux de participation de 59,12 % (3 843 voix pour 7 037 votants et 11 903 inscrits).

#### Élections de juin 2021
Le premier tour des élections départementales de 2021 est marqué par un très faible taux de participation (33,26 % au niveau national). Dans le canton de Châteaumeillant, ce taux de participation est de 41,51 % (4 694 votants sur 11 307 inscrits) contre 32,99 % au niveau départemental. À l'issue de ce premier tour, deux binômes sont en ballottage : Daniel Fourre et Bernadette Perrot Dubreuil (Union au centre et à droite, 34 %) et Maryline Brossat et Arnaud Sirot (Union à droite, 26,01 %).
Le second tour des élections est marqué une nouvelle fois par une abstention massive équivalente au premier tour. Les taux de participation sont de 34,3 % au niveau national, 34,03 % dans le département et 42,24 % dans le canton de Châteaumeillant. Daniel Fourre et Bernadette Perrot Dubreuil (Union au centre et à droite) sont élus avec 52,83 % des suffrages exprimés (2 252 voix pour 4 777 votants et 11 309 inscrits),,. 

## Composition

### Composition avant 2015
Le canton de Châteaumeillant regroupait onze communes.
| Nom                         | Code Insee | Codepostal | Superficie (km2) | Population (dernière pop. légale) | Densité (hab./km2) |
| --------------------------- | ---------- | ---------- | ---------------- | --------------------------------- | ------------------ |
| Châteaumeillant (chef-lieu) | 18057      | 18370      | 42,48            | 2 002 (2012)                      | 47                 |
| Beddes                      | 18024      | 18370      | 12,92            | 89 (2012)                         | 6,9                |
| Culan                       | 18083      | 18270      | 20,23            | 791 (2012)                        | 39                 |
| Préveranges                 | 18187      | 18370      | 38,16            | 578 (2012)                        | 15                 |
| Reigny                      | 18192      | 18270      | 24,61            | 257 (2012)                        | 10                 |
| Saint-Christophe-le-Chaudry | 18203      | 18270      | 17,52            | 96 (2012)                         | 5,5                |
| Saint-Jeanvrin              | 18217      | 18370      | 17,53            | 170 (2012)                        | 9,7                |
| Saint-Maur                  | 18225      | 18270      | 25,62            | 242 (2012)                        | 9,4                |
| Saint-Priest-la-Marche      | 18232      | 18370      | 20,33            | 229 (2012)                        | 11                 |
| Saint-Saturnin              | 18234      | 18370      | 39,04            | 417 (2012)                        | 11                 |
| Sidiailles                  | 18252      | 18270      | 31,96            | 310 (2012)                        | 9,7                |

### Composition à partir de 2015
Le nouveau canton de Châteaumeillant comprend trente-huit communes entières.
| Nom                                     | Code Insee | Intercommunalité        | Superficie (km2) | Population (dernière pop. légale) | Densité (hab./km2) | Modifier                                    |
| --------------------------------------- | ---------- | ----------------------- | ---------------- | --------------------------------- | ------------------ | ------------------------------------------- |
| Châteaumeillant (bureau centralisateur) | 18057      | CC Berry Grand Sud      | 42,48            | 1 666 (2022)                      | 39                 | modifier les données · modifier les données |
| Ainay-le-Vieil                          | 18002      | CC Berry Grand Sud      | 13,77            | 191 (2022)                        | 14                 | modifier les données · modifier les données |
| Arcomps                                 | 18009      | CC Berry Grand Sud      | 20,14            | 269 (2022)                        | 13                 | modifier les données · modifier les données |
| Ardenais                                | 18010      | CC Berry Grand Sud      | 17,55            | 203 (2022)                        | 12                 | modifier les données · modifier les données |
| Beddes                                  | 18024      | CC Berry Grand Sud      | 12,92            | 105 (2022)                        | 8,1                | modifier les données · modifier les données |
| La Celette                              | 18041      | CC Berry Grand Sud      | 24,81            | 204 (2022)                        | 8,2                | modifier les données · modifier les données |
| La Celle-Condé                          | 18043      | CC Arnon Boischaut Cher | 30,94            | 191 (2022)                        | 6,2                | modifier les données · modifier les données |
| Le Châtelet                             | 18059      | CC Berry Grand Sud      | 32,80            | 920 (2022)                        | 28                 | modifier les données · modifier les données |
| Chezal-Benoît                           | 18065      | CC du Pays d'Issoudun   | 46,46            | 762 (2022)                        | 16                 | modifier les données · modifier les données |
| Culan                                   | 18083      | CC Berry Grand Sud      | 20,23            | 777 (2022)                        | 38                 | modifier les données · modifier les données |
| Épineuil-le-Fleuriel                    | 18089      | CC Berry Grand Sud      | 41,60            | 447 (2022)                        | 11                 | modifier les données · modifier les données |
| Faverdines                              | 18093      | CC Berry Grand Sud      | 18,51            | 134 (2022)                        | 7,2                | modifier les données · modifier les données |
| Ids-Saint-Roch                          | 18112      | CC Berry Grand Sud      | 27,83            | 287 (2022)                        | 10                 | modifier les données · modifier les données |
| Ineuil                                  | 18114      | CC Berry Grand Sud      | 27,48            | 216 (2022)                        | 7,9                | modifier les données · modifier les données |
| Lignières                               | 18127      | CC Arnon Boischaut Cher | 21,88            | 1 325 (2022)                      | 61                 | modifier les données · modifier les données |
| Loye-sur-Arnon                          | 18130      | CC Berry Grand Sud      | 34,15            | 301 (2022)                        | 8,8                | modifier les données · modifier les données |
| Maisonnais                              | 18135      | CC Berry Grand Sud      | 26,95            | 228 (2022)                        | 8,5                | modifier les données · modifier les données |
| Montlouis                               | 18152      | CC Arnon Boischaut Cher | 18,98            | 110 (2022)                        | 5,8                | modifier les données · modifier les données |
| Morlac                                  | 18153      | CC Berry Grand Sud      | 32,38            | 274 (2022)                        | 8,5                | modifier les données · modifier les données |
| La Perche                               | 18178      | CC Berry Grand Sud      | 10,45            | 192 (2022)                        | 18                 | modifier les données · modifier les données |
| Préveranges                             | 18187      | CC Berry Grand Sud      | 38,16            | 522 (2022)                        | 14                 | modifier les données · modifier les données |
| Reigny                                  | 18192      | CC Berry Grand Sud      | 24,61            | 228 (2022)                        | 9,3                | modifier les données · modifier les données |
| Rezay                                   | 18193      | CC Berry Grand Sud      | 21,26            | 203 (2022)                        | 9,5                | modifier les données · modifier les données |
| Saint-Baudel                            | 18199      | CC Arnon Boischaut Cher | 30,09            | 251 (2022)                        | 8,3                | modifier les données · modifier les données |
| Saint-Christophe-le-Chaudry             | 18203      | CC Berry Grand Sud      | 17,52            | 94 (2022)                         | 5,4                | modifier les données · modifier les données |
| Saint-Georges-de-Poisieux               | 18209      | CC Berry Grand Sud      | 15,61            | 435 (2022)                        | 28                 | modifier les données · modifier les données |
| Saint-Hilaire-en-Lignières              | 18216      | CC Berry Grand Sud      | 53,78            | 496 (2022)                        | 9,2                | modifier les données · modifier les données |
| Saint-Jeanvrin                          | 18217      | CC Berry Grand Sud      | 17,53            | 166 (2022)                        | 9,5                | modifier les données · modifier les données |
| Saint-Maur                              | 18225      | CC Berry Grand Sud      | 25,62            | 258 (2022)                        | 10                 | modifier les données · modifier les données |
| Saint-Pierre-les-Bois                   | 18230      | CC Berry Grand Sud      | 20,38            | 272 (2022)                        | 13                 | modifier les données · modifier les données |
| Saint-Priest-la-Marche                  | 18232      | CC Berry Grand Sud      | 20,33            | 249 (2022)                        | 12                 | modifier les données · modifier les données |
| Saint-Saturnin                          | 18234      | CC Berry Grand Sud      | 39,04            | 440 (2022)                        | 11                 | modifier les données · modifier les données |
| Saint-Vitte                             | 18238      | CC Berry Grand Sud      | 16,38            | 121 (2022)                        | 7,4                | modifier les données · modifier les données |
| Saulzais-le-Potier                      | 18245      | CC Berry Grand Sud      | 32,38            | 476 (2022)                        | 15                 | modifier les données · modifier les données |
| Sidiailles                              | 18252      | CC Berry Grand Sud      | 31,96            | 295 (2022)                        | 9,2                | modifier les données · modifier les données |
| Touchay                                 | 18266      | CC Berry Grand Sud      | 23,41            | 224 (2022)                        | 9,6                | modifier les données · modifier les données |
| Vesdun                                  | 18278      | CC Berry Grand Sud      | 48,61            | 544 (2022)                        | 11                 | modifier les données · modifier les données |
| Villecelin                              | 18283      | CC Arnon Boischaut Cher | 9,39             | 78 (2022)                         | 8,3                | modifier les données · modifier les données |
| Canton de Châteaumeillant               | 1808       |                         | 1 008,37         | 14 154 (2022)                     | 14                 | modifier les données                        |

## Démographie

### Démographie avant 2015
| 1962  | 1968  | 1975  | 1982  | 1990  | 1999  | 2006  | 2011  | 2012  |
| ----- | ----- | ----- | ----- | ----- | ----- | ----- | ----- | ----- |
| 8 832 | 8 264 | 7 427 | 6 528 | 5 866 | 5 523 | 5 409 | 5 200 | 5 181 |

### Démographie depuis 2015
En 2022, le canton comptait 14 154 habitants, en évolution de −5,03 % par rapport à 2016 (Cher : −2,48 %, France hors Mayotte : +2,11 %).
| 2013   | 2018   | 2022   |
| ------ | ------ | ------ |
| 15 403 | 14 554 | 14 154 |